# Medefurter Hof

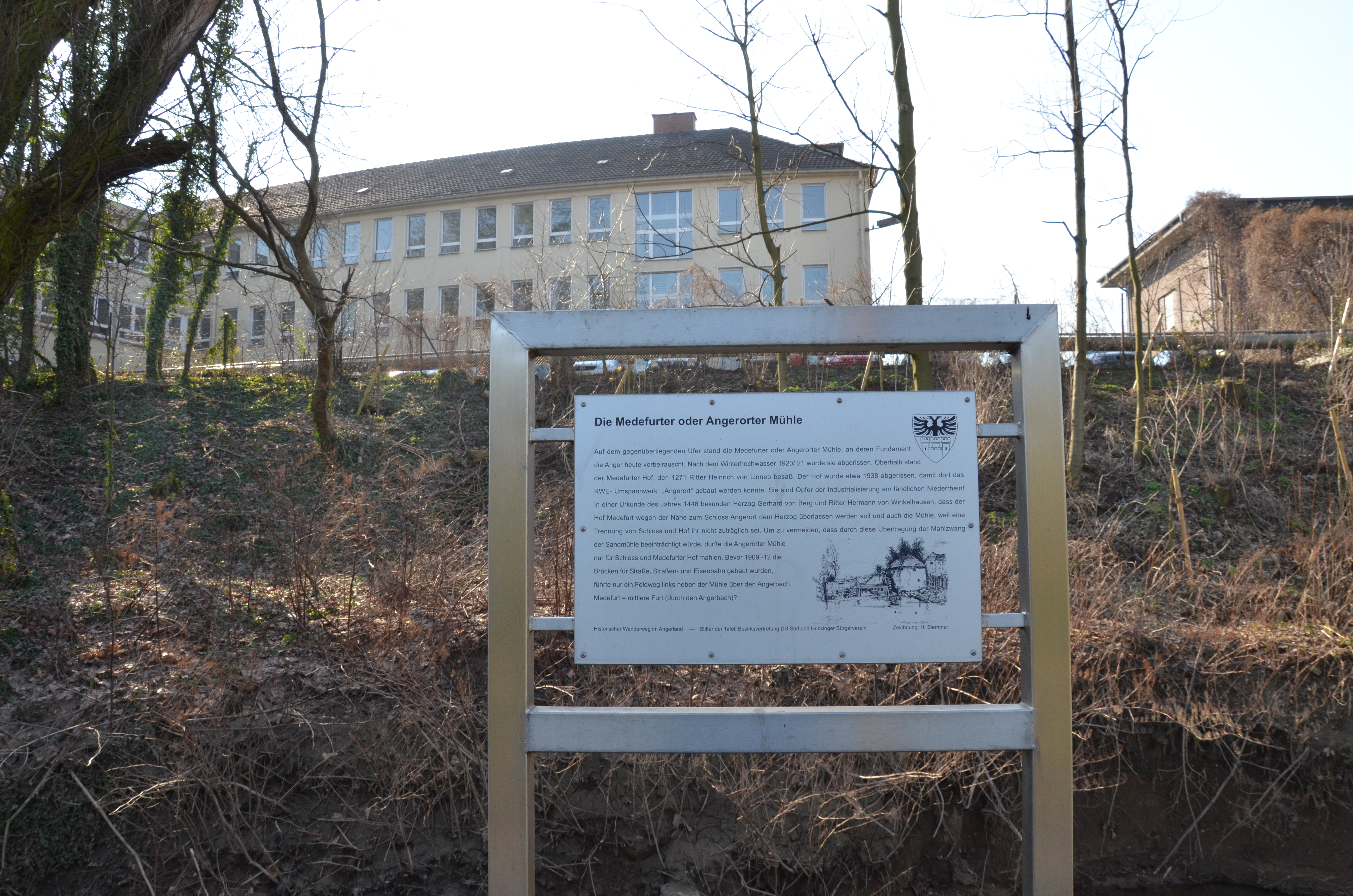
Edelstahltafel zur Erinnerung an den Medefurter Hof und seine Mühle

Der Medefurter Hof war ein mittelalterliches Rittergut mit angeschlossener Wassermühle. Es lag im heutigen Duisburger Stadtteil Hüttenheim an der Grenze zu Wanheim-Angerhausen am Angerbach.

## Bedeutung des Namens
Der Name stammt von einer ehemaligen Furt über den Angerbach. Mede- steht möglicherweise für Mittlere, Medefurter Hof damit für Hof an der mittleren Furt (über den Angerbach).

## Geschichte
Der Medefurter Hof lag an einem uralten Weg von Ehingen nach Wanheim. Urkundlich erscheint der Name (warnerus de medevurt) erstmals in dem zwischen 1218 und 1231 erstellten Heberegister der Höfe des Stifts Gerresheim. Allerdings scheint die Geschichte des Hofs bis in die frühfränkische Zeit zurückzureichen, denn im direkten Umfeld des Hofs wurden Gräber aus der Zeit um 500 entdeckt.
1271 waren Hof und Mühle im Besitz des Ritters Heinrich von Linnep und seiner Frau Udelindis. 1364 erscheint ein Gotschalk von Medevort als Bürge in einer bergischen Urkunde. Als Herzog Wilhelm von Berg und seine Frau Anna von der Pfalz 1392 eine Neugründung des Stifts Düsseldorf vollzogen, stifteten sie unter anderem auch den Hof Medefurt.
1414 verkaufte Konrad von Eller Hof, Erbe und Gut zu Medefurt an Lutter Quadt und dessen Frau Margarethe von Landsberg. 1416 pachtete Johann von Landsberg den halben Hof Medefurt auf dem Angeren by dem Ryne von Kunigunde, Witwe Reinhards von Landsberg. Nachdem das benachbarte Haus Angerort zur Festung ausgebaut worden war, wurde Medefurt ab 1434 fast immer mit Angerort zusammen genannt. 1448 forderte Herzog Gerhard von Ritter Hermann von Winkelhausen, der Hof und Mühle Medefurt geerbt hatte, die Übertragung des Anwesens wegen der Nähe zum Schloss Angerort. Als Gegenleistung für die Übergabe wurde Ritter Hermann, der mit der Sandmühle eine zweite Mühle in der Huckinger Gegend besaß, zugesichert, dass die Medefurter Mühle nur für den Medefurter Hof und Schloss Angerort Korn mahlen werde. Als Herzog Gerhard 1450 seinem Marschall Johann vom Haus gegen eine Zahlung von 10.000 Gulden das Haus Angerort verpfändete, waren der Medefurter Hof und die Mühle dabei. 1478 gab dann der Angerorter Amtmann Ruprecht von Steinen den Medefurter Hof an den Duisburger Johann von Volden weiter.
Als Gegenleistung dafür, dass die Eheleute Gerhard von Troistorp und Margarete von Hammerstein zu Schloss Heltorf eine alte herzogliche Schuld bei Dritten tilgten, überwies Herzog Johann von Jülich-Kleve-Berg 1522 den Eheleuten Hof Medefurt zusammen mit Angerort auf Lebenszeit. Als Herzog Wilhelm von Jülich-Kleve-Berg im Jahr 1541 Angerort und Hof Medefurt seinem Kanzler Johann Ghogreff übertrug, musste der Herzog der inzwischen verwitweten Margarete und ihrem Sohn Sibert von Troistorp zu Heltorf einen Ausgleich anbieten. Neben verschiedenen finanziellen Ausgleichsmaßnahmen wurde Sibert zum Amtmann zu Angermund ernannt und Margarete erhielt ein lebenslanges Wohnrecht auf Burg Angermund.
Die Mühle blieb, wenn auch verpachtet, weiter eine landesherrliche Mühle. 1785 ging Medefurt zusammen mit Angerort an den Fabrikanten Braselmann, danach möglicherweise wieder zusammen mit Angerort 1838 an den Kaufmann Wiesmann aus Hattingen sowie 1861 an Friedrich Krüger aus Ruhrort. 1882 wurde die Mühle von Gerhard Carl Bohres mit 6,71 ha Land an den Grafen Spee verkauft.
Hof und Mühle wurden durch Rhein- und Angerhochwasser oft stark beschädigt. Alte Fotos der Mühle zeigen diese als stark geflicktes Gebäude. 1907 erwarb die Schulz-Knaudt AG das Gelände inkl. Haus Angerort und dem Medefurter Hof mit Mühle aus dem Besitz der Grafen Spee für die Errichtung eines Stahlwerks und eines Blechwalzwerks. Als 1920/1 ein Hochwasser die Mühle bis zum Dach unter Wasser brachte, beschloss man ihren Abriss. Heute sind von der Mühle nur noch Fundamentsteine am Rand des Angerbachs zu sehen. Der Hof bestand noch einige Jahre weiter. Er stand zunächst in der Nähe der Verwaltung der heutigen Hüttenwerke Krupp Mannesmann, wurde dann 1935 für eine Umschaltstation der Firma RWE abgerissen.
Zur Erinnerung an Hof und Mühle hat der Bürgerverein Duisburg-Huckingen am Weg zum Aussichtssteg Rheinportal Angerort auf Höhe des früheren Medefurter Hofs eine entsprechende Informationstafel aufgestellt. Außerdem wurde nach dem Hof in Duisburg-Hüttenheim die Medefurthstraße benannt.